# 필립 J. 피에르

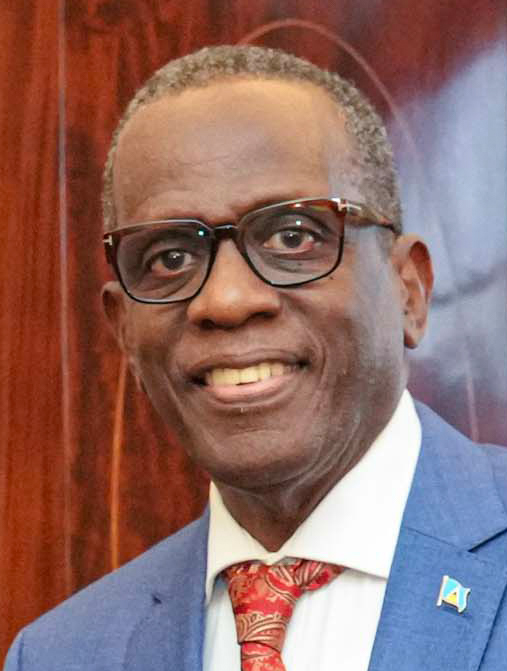
2025

필립 조셉 피에르(Philip Joseph Pierre, 1954년 9월 18일 ~ )는 세인트루시아의 정치인이다. 1997년부터 세인트루시아 하원 의원직에 있으며, 2016년부터 세인트루시아 노동당 대표직을 맡았다. 2021년 총선에서 승리하여 현재 세인트루시아의 총리직을 역임 중이다.